# آگوستو بوال
آگوستو بوال (انگلیسی: Augusto Boal; ۱۶ مارس ۱۹۳۱ – ۲ مهٔ ۲۰۰۹) نویسنده، کارگردان و سیاست‌مدار اهل برزیل بود. او بنیان‌گذار تئاتر ستم‌دیده‌است، که در اصل جنبش رادیکال مرسوم آموزش و پرورش است. همچنین بوال مدتی، به عنوان Vereador (که همان معادل عضو شورا شهر در برزیل است) مشغول بوده‌است